# 顾明 (1919年)
顾明（1919年1月11日—2008年1月1日），男，江苏昆山人，中华人民共和国政治人物。

## 生平
肄业于日本东京法政大学。1937年，参加上海文化界救亡协会，后奔赴延安，任榆树县县长。
中华人民共和国成立后，历任锦西化工厂厂长、鞍山钢铁公司秘书长；1952年，任周恩来总理经济秘书，1954年，任国务院总理办公室财经组组长、国家经委委员，1965年，任国家建委副主任兼秘书长，1970年，任国家计委常务副主任，1976年，兼任国家进出口委员会副主任、全国人大法制工作委员会副主任。1979年，任国务院副秘书长、中国经济法研究会会长、全国人大法律委员会副主任等。1981年，任国务院副秘书长、兼国务院经济法规研究中心总干事。